# Kay Sabban

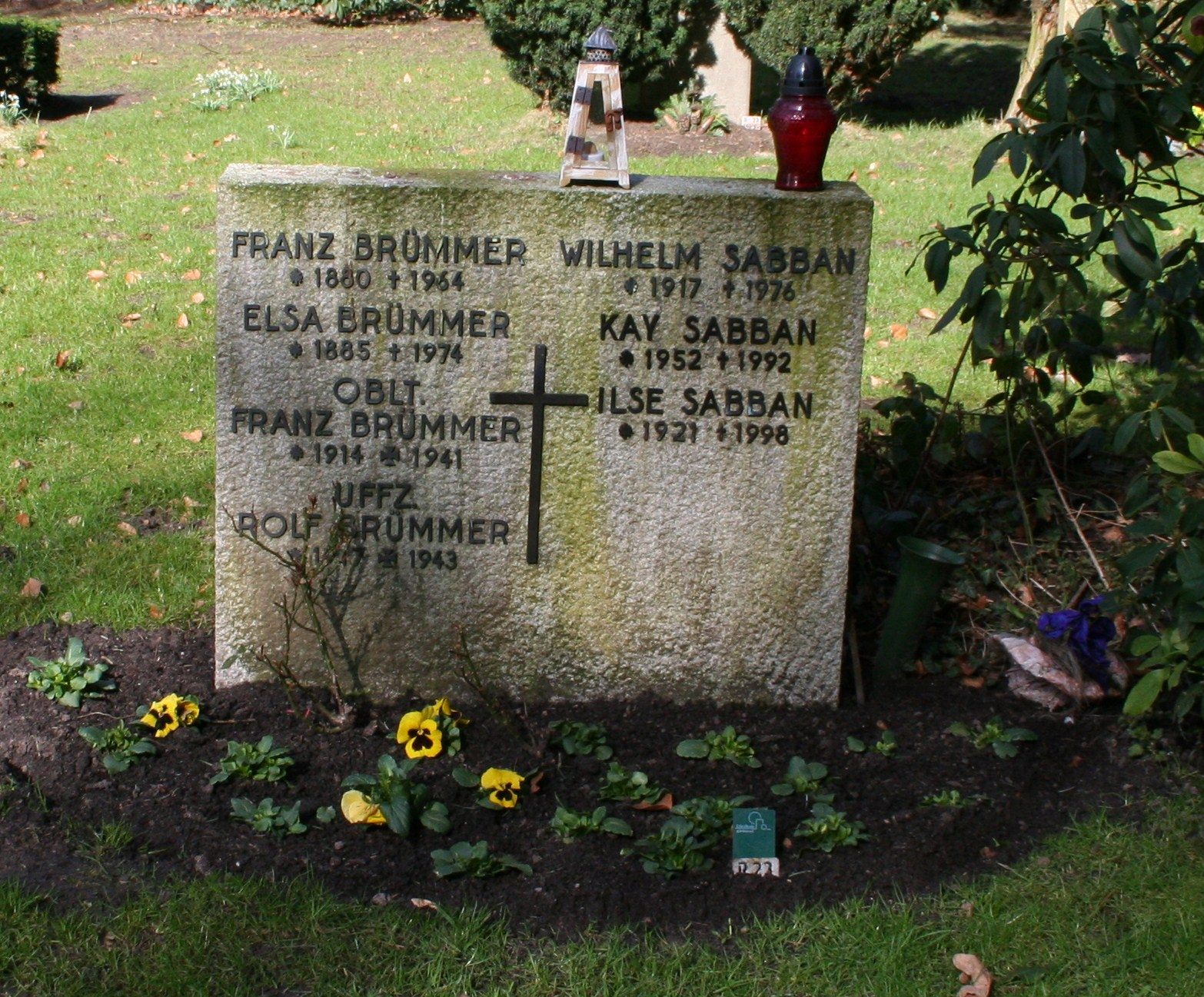
Tumba de Kay Sabban

Kay Sabban (26 de julio de 1952 - 6 de agosto de 1992) fue un actor televisivo de nacionalidad alemana. 

## Biografía
Sabban se dedicó principalmente a la televisión, participando en series como Tatort, Hotel Paradies (con el papel de Peter), Insel der Träume y St. Pauli Landungsbrücken, aunque también trabajó para la radio y como actor de voz.
Sobre todo se hizo conocido del público por su papel del policía Neithardt Köhler, que interpretó entre 1986 y 1992 en la serie televisiva Großstadtrevier. Sin embargo, Sabban falleció inesperadamente en Hamburgo, durante el rodaje del episodio 55 de la serie, Zapfenstreich, a causa de un tromboembolismo pulmonar. Sus compañeros de rodaje le dedicaron el capítulo, en cuyos créditos de inicio aparecía un texto dedicatorio. Su papel no lo ocupó ningún otro actor. Fue enterrado en el Cementerio Ohlsdorf de Hamburgo.
Le sobrevivieron su pareja, Nicole Kazalski, y una hija, nacida en 1987. Antes de esa pareja, y desde el 23 de diciembre de 1983, estuvo casado con la actriz Carolin van Bergen.

## Filmografía (selección)
- 1976 : Schaurige Geschichten, episodio Böses Erwachen
- 1981–1992 :  Tatort  (7 episodios)
  - 1981 : Das Zittern der Tenöre
  - 1982 : Trimmel und Isolde
  - 1985 : Baranskis Geschäft
  - 1989 : Keine Tricks, Herr Bülow
  - 1991 : Finale am Rothenbaum
  - 1991 : Tod eines Mädchens
  - 1992 : Stoevers Fall
- 1982 : St. Pauli-Landungsbrücken, episodio  Zwei ziehen zusammen
- 1982 : Steckbriefe, episodio Irrgarten
- 1985 : …Erbin sein – dagegen sehr
- 1986–1993 : Großstadtrevier (53 episodios)
- 1986 : Tante Tilly
- 1986 : Detektivbüro Roth, episodio Röntgentest
- 1990 : Hotel Paradies, episodios Gold!, Der Schminkkoffer, Neuer Lebensmut y Die Liebe eines Engels
- 1991 : Insel der Träume, episodio Zwillinge auf Leben und Tod